# Heteromigas dovei
Espèce
Heteromigas dovei est une espèce d'araignées mygalomorphes de la famille des Migidae.

## Distribution
Cette espèce est endémique de Tasmanie en Australie.

## Étymologie
Cette espèce est nommée en l'honneur de P. S. Dove.

## Publication originale
- Hogg, 1902 : On some additions to the Australian spiders of the suborder Mygalomorphae. Proceedings of the Zoological Society of London, vol. 1902, no 2, p. 121-142 (texte intégral).